# Jesús Brígido
Juan Jesús Brígido Chen (ur. 29 września 2001 w Mexicali) – meksykański piłkarz występujący na pozycji skrzydłowego lub cofniętego napastnika, od 2025 roku zawodnik Pachuki.